# Stanisław Szafnicki
Stanisław Szafnicki (ur. 1891 w Częstochowie, zm. 1967) – polski inżynier.

## Życiorys
Urodził się w 1891 w Częstochowie. Był uczestnikiem strajku szkolnego w 1905. W 1912 jako eksternista zdał egzamin dojrzałości w C. K. Szkole Realnej we Lwowie (analogicznie Jan Berlinerblau, a także Tadeusz Kruszyński). Podjął studia na Politechnice Lwowskiej, które ukończył po zakończeniu I wojny światowej i odzyskaniu przez Polskę niepodległości, w 1922 w Oddziale Elektrotechnicznego Wydziału Mechanicznego uczelni, uzyskując tytuł inżyniera. W 1922 został członkiem Polskiego Towarzystwa Politechnicznego we Lwowie. Podczas studiów był przewodnikiem turystycznym, działał w Akademickim Klubie Turystycznym we Lwowie, w którym pełnił funkcje zastępcy skarbnika, sekretarza. Działał także w Towarzystwie „Bratniej Pomocy Słuchaczów Politechniki we Lwowie”. Ponadto udzielał się jako konstruktor Związku Awiatycznego Słuchaczów Politechniki Lwowskiej, a także jako drugoplanowy aktor. Hobbystycznie był także lotnikiem.
Od 1918 był zatrudniony na stanowisku instruktora przy zasiekach elektrycznych własnego systemu, następnie do 1923 w przedsiębiorstwie Brown-Boveri, do 1925 w Towarzystwie Eksploatacji Soli Potasowych w Kałuszu. Później od 1925 kierował we Lwowie przy ul. Stefana Batorego 1936 własnym biurem budowy elektrowni. W tej profesji dokonywał elektryfikacji zdrojowisk, uzdrowisk i mniejszych miast południowo-wschodniej II Rzeczypospolitej, wśród których do 1930 można wymienić: Kałusz, Skole, Gródek Jagielloński, Buczacz, Sanok, Śniatyn, Horodenka, Dobromil, Ustrzyki Dolne, Biłgoraj, Trembowla, Rohatyn, Dawid-Gródek, Horyniec, Bursztyn, Szczebrzeszyn. Należał do oddziału lwowskiego Stowarzyszenia Elektryków Polskich. W połowie lat 30. prowadził z Jerzym Szczerbińskim Zakłady Mechaniczne „Sigma” spółka z o.o. z siedzibą przy ulicy Dzielnej 21 w Warszawie, które zajmowały się urządzaniem schronów przeciwgazowych według obowiązujących norm. W 1939 Stanisław Szafnicki był przypisany do adresu ulicy Koszykowej 73.
Po zakończeniu II wojny światowej od 1946 do 1949 prowadził przedsiębiorstwo zajmujące się wytwarzaniem urządzeń elektrycznych, które zostało zlikwidowane przez władze komunistyczne. Wówczas zamieszkał w Katowicach.
Zmarł w 1967. Został pochowany na cmentarzu Powązkowskim w Warszawie (kwatera 284c wprost-4-2).